# Fett in der Trockenmasse
Fett in der Trockenmasse, abgekürzt Fett i. Tr., in Österreich F. i. T., ist in manchen Ländern die übliche Form, in welcher der Fettgehalt von Käse ausgewiesen wird. Es handelt sich um den Massenanteil des Fetts an der Trockenmasse des Käses, d. h. aller Käsebestandteile außer dem Wasser. Die Angabe erfolgt in Gewichtsprozent:
{\displaystyle \mathrm {Fett\ i.\,Tr.} [\%]=100\cdot {\frac {F}{Tr}}=100\cdot {\frac {F}{ges-W}}}
mit
| {\displaystyle F}   | = Fettmasse    |
| {\displaystyle Tr}  | = Trockenmasse |
| {\displaystyle ges} | = Gesamtmasse  |
| {\displaystyle W}   | = Wassermasse  |

## Verbreitung
In Deutschland, Österreich und der Schweiz ist die Angabe des Fettgehaltes in dieser Form vorgeschrieben (jedenfalls für gewerbsmäßige Hersteller und Händler). Die Angabe erfolgt in allen drei Ländern entweder durch Prozentangabe oder durch Nennung einer Fettgehaltsstufe, wobei die Fettgehaltsstufen wiederum über den Fettgehalt in der Trockenmasse definiert sind.
- In Deutschland ist § 15 der Käseverordnung einschlägig. Die vorgeschriebene Formulierung lautet: „… % Fett i. Tr.“ oder „mindestens … % Fett i. Tr.“ für Käse aus Milch mit natürlichem (nicht durch Entrahmung und nachträgliche Rahmzugabe eingestellten) Fettgehalt. Ausgenommen von der Angabepflicht ist Sauermilchkäse; dieser hat gemäß der Verordnung stets die Magerstufe.[1]
- In Österreich ist § 8 der Milch-Qualitätsverordnung einschlägig. Ausgenommen von der Angabepflicht sind alle Käse, die nach ihrer Sorte ausschließlich in einer bestimmten Fettgehaltstufe erzeugt werden.[2]
- In der Schweiz ist Art. 40 (5) der Verordnung des Eidgenössischen Departements des Innern über Lebensmittel tierischer Herkunft einschlägig.[3]

In vielen anderen Ländern ist diese Angabe unüblich. In Frankreich war beispielsweise die Angabe des Fettgehalts in der Trockenmasse von 1988 bis 2007 vorgeschrieben, seitdem wird der Fettgehalt auf 100 g Käse genannt (Absoluter Fettanteil (s. u.); teneur en matière grasse pour 100 grammes de produit fini).
Im niederländischen Sprachraum wird der Fettanteil nicht mit einem Prozentzeichen geschrieben, sondern mit dem Pluszeichen. Ein „40+“ entspricht dort somit „40 % Fett i. Tr.“.

## Unterschied zum absoluten Fettanteil
Anstelle des Fettanteils der Trockenmasse kann man den Fettgehalt auch als Anteil {\displaystyle {\tfrac {F}{ges}}} an der Gesamtmasse einschließlich des Wassers angeben. Diese Angabe des absoluten Fettgehaltes, beispielsweise in Gramm Fett pro 100 Gramm Käse, hat aber den Nachteil, dass der Fettgehalt im Laufe der Zeit ansteigt, weil der Käse während der Reifung und Lagerung Wasser verliert und dadurch leichter wird. Es wäre also schwieriger, beispielsweise an einem im Einzelhandel erworbenen Käse zu überprüfen, ob der Hersteller richtige Angaben gemacht hat. Der Anteil des Fetts an der Trockenmasse verändert sich dagegen nicht.
Andererseits ist es bei alleiniger Angabe des Fetts in der Trockenmasse für den Verbraucher schwieriger, die für ihn interessante Gesamtmenge des Fetts im Produkt zu errechnen oder etwa die Fettgehalte verschiedener Käsesorten mit unterschiedlichem Wassergehalt, z. B. von Frisch- und Hartkäse, miteinander zu vergleichen.

### Umrechnung
Für die Umrechnung zwischen Fett in der Trockenmasse und absolutem Fettgehalt muss man den Trockenmasseanteil {\displaystyle {\tfrac {Tr}{ges}}} des Käses kennen. Um den absoluten Fettgehalt zu errechnen, multipliziert man den Fettanteil der Trockenmasse mit diesem Trockenmassenanteil:
{\displaystyle {\frac {F}{ges}}=\mathrm {Fett\ i.\,Tr.} \cdot {\frac {Tr}{ges}}}
Manchmal ist statt des Trockenmassegehalts der Wassergehalt {\displaystyle {\tfrac {W}{ges}}} angegeben. Aus {\displaystyle Tr=ges-W} ergibt sich aus obiger Formel dann:
{\displaystyle {\frac {F}{ges}}=\mathrm {Fett\ i.\,Tr.} \cdot {\frac {ges-W}{ges}}=\mathrm {Fett\ i.\,Tr.} \cdot \left(1-{\frac {W}{ges}}\right)}

#### Beispiel
Als Beispiel sollen die Fettgehalte eines Weich- und eines Hartkäses mit demselben Fettgehalt in der Trockenmasse verglichen werden.
- Ein Weichkäse mit 48 % Fett i. Tr. habe einen Wasseranteil von 70 % (Trockenmasse 30 %). Damit erhält man einen Fettgehalt von 0,48 × (1 – 0,7) = 0,144 oder ca. 14 % Fett absolut. 100 Gramm dieses Käses enthalten also 14 Gramm Fett.
- Ein Hartkäse mit ebenfalls 48 % Fett i. Tr., aber einem Wasseranteil von 36 % (Trockenmasse 64 %) würde dagegen einen Fettgehalt von 0,48 × (1 – 0,36) = 0,3072 oder ca. 31 % Fett absolut haben. 100 Gramm dieses Käses enthalten also 31 Gramm Fett.

Eine Portion des Hartkäses enthält also mehr als doppelt so viel Fett wie eine gleich schwere Portion des Weichkäses.

### Schätzwerte des Trockenmasseanteils
Wenn der Trockenmasseanteil {\displaystyle {\tfrac {Tr}{ges}}} eines Käses nicht genau bekannt ist – die Angabe auf der Packung ist nicht vorgeschrieben und entsprechend oft auch nicht zu finden – behilft man sich mit ungefähren Schätzungen für verschiedene Käsesorten:
| Hartkäse:    | 70 % |
| Schnittkäse: | 60 % |
| Weichkäse:   | 50 % |
| Frischkäse:  | 30 % |
| Quark:       | 20 % |

Nach dieser Methode ergibt sich beispielsweise für einen Hartkäse mit 45 % Fett i. Tr. ein angenäherter absoluter Fettgehalt von etwas über 30 g pro 100 g, während die gleiche Menge Doppelrahmfrischkäse mit 62 % Fett i. Tr. einen angenäherten absoluten Fettgehalt von deutlich unter 20 g aufweist.
Sollte man aus irgendwelchen Gründen einmal nicht in der Lage sein, den in Rede stehenden Käse einer dieser Gruppen zuordnen zu können, so kann man auch 0,5 als Faktor verwenden. Das taugt natürlich nur für eine sehr grobe Annäherung.
Zieht man die Fettgehaltstufen gemäß Käseverordnung hinzu, erhält man mit den genannten Schätzwerten folgende Tabelle:
| Fettstufe       | Fett i. Tr. {\displaystyle {\tfrac {F}{Tr}}} | Fettgehalt absolut {\displaystyle {\tfrac {F}{ges}}} | Fettgehalt absolut {\displaystyle {\tfrac {F}{ges}}} | Fettgehalt absolut {\displaystyle {\tfrac {F}{ges}}} | Fettgehalt absolut {\displaystyle {\tfrac {F}{ges}}} | Fettgehalt absolut {\displaystyle {\tfrac {F}{ges}}} |
| --------------- | -------------------------------------------- | ---------------------------------------------------- | ---------------------------------------------------- | ---------------------------------------------------- | ---------------------------------------------------- | ---------------------------------------------------- |
| Fettstufe       | Fett i. Tr. {\displaystyle {\tfrac {F}{Tr}}} | Hartkäse 70 % {\displaystyle {\tfrac {Tr}{ges}}}     | Schnittkäse 60 % {\displaystyle {\tfrac {Tr}{ges}}}  | Weichkäse 50 % {\displaystyle {\tfrac {Tr}{ges}}}    | Frischkäse 30 % {\displaystyle {\tfrac {Tr}{ges}}}   | Quark 20 % {\displaystyle {\tfrac {Tr}{ges}}}        |
| Doppelrahm      | 60–87 %                                      | ≥ 42 %                                               | ≥ 36 %                                               | ≥ 30 %                                               | ≥ 18 %                                               |                                                      |
| Rahm            | ≥ 50 %                                       | ≥ 35 %                                               | ≥ 30 %                                               | ≥ 25 %                                               | ≥ 15 %                                               |                                                      |
| Vollfett        | ≥ 45 %                                       | ≥ 32 %                                               | ≥ 27 %                                               | ≥ 23 %                                               | ≥ 14 %                                               |                                                      |
| Fett            | ≥ 40 %                                       | ≥ 28 %                                               | ≥ 24 %                                               | ≥ 20 %                                               | ≥ 12 %                                               | ≥ 8 %                                                |
| Dreiviertelfett | ≥ 30 %                                       | ≥ 21 %                                               | ≥ 18 %                                               | ≥ 15 %                                               | ≥ 9 %                                                | ≥ 6 %                                                |
| Halbfett        | ≥ 20 %                                       | ≥ 14 %                                               | ≥ 12 %                                               | ≥ 10 %                                               | ≥ 6 %                                                | ≥ 4 %                                                |
| Viertelfett     | ≥ 10 %                                       | ≥ 7 %                                                | ≥ 6 %                                                | ≥ 5 %                                                | ≥ 3 %                                                | ≥ 2 %                                                |
| Mager           | < 10 %                                       | < 7 %                                                | < 6 %                                                | < 5 %                                                | < 3 %                                                | < 2 %                                                |

#### Dreifachrahmstufe
In Frankreich ist die oben genannte Doppelrahmstufe (≥60 % Fett i. Tr.) noch einmal unterteilt in eine Doppelrahmstufe (frz. Crème double) mit 60–75 % Fett i. Tr. und eine Dreifachrahmstufe (frz. Triple crème) mit ≥75% Fett i. Tr. Ein Weinbergkäse (ein Weichkäse der Dreifachrahmstufe) hat damit einen absoluten Fettgehalt von ≥ 37,5 %.